# Worlds Finest (Supergirl)
"Worlds Finest" é o décimo oitavo episódio da primeira temporada da série de televisão da CBS, Supergirl, que foi ao ar em 28 de março de 2016. O roteiro do episódio foi escrita por Andrew Kreisberg e Michael Grassi, e dirigido por Nick Gomez.
O episódio apresenta um crossover do personagem-título da série da The CW, The Flash (também desenvolvido e produzido por Greg Berlanti e Kreisberg), marcando o primeiro episódio da série com um personagem do Universo Arrow e o primeiro personagem de uma série da The CW a passar para uma série da CBS, antes do show em si ser transferido para a a The CW. O episódio cruza vagamente com os eventos do episódio "Contra Zoom" da 2ª temporada de The Flash.
O episódio reúne Melissa Benoist com seu antigo parceiro de Glee, Grant Gustin, que interpreta o Flash. O título do episódio foi inspirado na série World's Finest Comics, na qual o Superman se juntou a vários outros super-heróis da DC, incluindo o Flash.

## Enredo
Na DEO, Siobhan Smythe é tratada por sua queda. O médico não consegue explicar seus novos poderes, mas confirma que ela ainda é humana. Enquanto ela sai, Siobhan ouve Leslie Willis, a Curto-Circuito, sendo interrogada e começa a ver imagens de uma banshee. As visões continuam enquanto ela retorna para CatCo, onde Cat aconselha Kara sobre seu relacionamento com James. O grito hipersônico de Siobhan envia Kara voando pela janela, mas uma brecha dimensional se abre e alguém sai correndo em alta velocidade e pega Kara, deixando-a cair em um campo.
O velocista se apresenta como Barry Allen, conhecido como o Flash, um super-herói de uma Terra paralela, depois que Kara se revela como Supergirl, Barry mais tarde descobre sua origem extraterrestre. Na CatCo, Barry conhece Winn e James e explica o multiverso e como ele alcançou o universo deles ao testar um dispositivo de táquions preso em seu traje. Fascinados pelas origens um do outro, Kara e Barry rapidamente se tornam amigos, e Kara se oferece para ajudar Barry a encontrar um caminho para casa. Winn também torna-se amigo de Barry devido ao seu próprio fascínio por universos paralelos, mas James fica intimidado com as habilidades de Barry. Cat chama os quatro em seu escritório e exige que pesquisem o novo super-herói, rejeitando a ideia de Barry de chamá-lo de Flash.
A tia de Siobhan, Sinead, conta a ela sobre a maldição de uma banshee sobre sua família. Se injustiçadas por outros, as mulheres Smythe são possuídas e desenvolvem um lamento poderoso que pertence ao espírito - para combater a maldição, é preciso matar quem as ofendeu. Siobhan conclui que ela deve remover a Supergirl para pegar Kara, sem saber que elas são a mesma pessoa, e libera a Curto-Circuito. Cat se recusa a se esconder, então Kara pede a ajuda de Barry e eles identificam a localização da Curto-Circuito.
O Flash ataca a Curto-Circuito com um raio, mas isso carrega seus poderes. Supergirl tenta dar um curto na Curto-Circuito, mas Siobhan, agora se chamando Banshee Prateada, grita e a desorienta. Os heróis recuam e Kara se desculpa por entrar sem um plano. Barry relembra sua experiência semelhante com Roy Bivolo, aconselhando-a a praticar a paciência. Barry desenvolve fones de ouvido para amortecer o grito da Banshee Prateada com base naqueles que ele usou contra Hartley Rathaway. Curto-Circuito e Banshee Prateada sequestram Cat e exigem que os dois heróis venham ao National City Park.
Curto-Circuito causa estragos antes que Supergirl e Flash cheguem. Supergirl liberta Cat antes de enfrentar Banshee Prateada; Flash ataca a Curto-Circuito, mas ela o nocauteia. Curto-Circuito ataca um helicóptero que passa, mas Supergirl leva o golpe para proteger as pessoas abaixo. A multidão a cerca, e os bombeiros explodem Curto-Circuito com água, fazendo-a perder o controle e chocar Banshee Prateada, derrotando ambas. National City aclama a Supergirl como uma heroína novamente. Com a ajuda do Flash, a polícia desenvolve um meio de encarcerar criminosos meta-humanos, prendendo Curto-Circuito e Banshee Prateada.
Cat revela a Kara que ela sabia que Barry era o Flash o tempo todo. No campo, Barry determina a energia cinética de sua velocidade de corrida combinada, com o dispositivo táquion ativo, deve criar uma brecha de volta para sua Terra. Os dois se despedem antes de Barry entrar no portal. Kara confessa seus sentimentos para James, mas ele sai sem emoção. Kara vê todos os cidadãos agindo de forma semelhante, marchando em sincronicidade. Non é revelado como estando por trás desses eventos, quando Myriad entra em vigor.

## Desenvolvimento
Em novembro de 2014, o criador Greg Berlanti expressou interesse em Supergirl existir no Universo Arrow, o mesmo universo de suas outras séries Arrow e The Flash, e em janeiro de 2015, o presidente da The CW, Mark Pedowitz, revelou que ele também estava aberto a fazer um crossover entre a série e as redes (devido ao Berlanti ser produtor executivo das três séries e a The CW ser copropriedade da CBS). No entanto, a presidente da CBS Entertainment, Nina Tassler, afirmou naquele mês que "esses dois programas estão em uma rede diferente. Então, acho que manteremos a Supergirl para nós mesmos por um tempo." Em agosto de 2015, Tassler revelou que embora não houvesse planos no momento de fazer histórias juntas, as três séries teriam promoções juntas.
Em janeiro de 2016, durante a turnê de imprensa da Television Critics Association, Pedowitz disse que The CW ainda estava interessado em um crossover com Supergirl se os produtores pudessem encontrar uma maneira de fazê-lo, e Berlanti acrescentou que, embora nenhuma conversa oficial tivesse ocorrido , internos tinham ideia de sobre como um crossover funcionaria. Ele também notou que para um crossover acontecer durante a primeira temporada da Supergirl, ele teria que ser descoberto "no próximo mês ou assim". Glenn Geller, o sucessor de Tassler na CBS, então declarou sobre o assunto: "Tenho que ser muito cuidadoso com o que digo aqui. Observe e espere para ver o que acontece."
Em 3 de fevereiro de 2016, foi anunciado que Grant Gustin, que aparece como Barry Allen / Flash em The Flash, apareceria no décimo oitavo episódio da primeira temporada, "Worlds Finest". Embora nenhum detalhe da trama dos episódios tenha sido lançado na época, Ross A. Lincoln do Deadline Hollywood observou que "a razão do universo" para o crossover foi devido à capacidade de Barry de viajar para várias dimensões, o que implica que a Supergirl existe em uma terra alternativa a terra de Arrow e The Flash em um multiverso. A terra em que a Supergirl habita é a Terra-38 no multiverso do Universo Arrow, e foi informalmente referida como "Terra-CBS" por Marc Guggenheim, um dos criadores de Arrow. "Worlds Finest" cruza vagamente com os eventos do episódio "Contra Zoom" da 2ª temporada de The Flash.

## Recepção

### Avaliações
Nos Estados Unidos, o episódio recebeu 1,7/6 por cento de participação de adultos entre 18 e 49 anos, o que significa que foi visto por 1,7 por cento de todas as famílias e 6 por cento de todos aqueles que assistiam à televisão na época da transmissão. Foi assistido por 7,17 milhões de telespectadores. Dentro de uma semana de seu lançamento, "Worlds Finest" foi assistido por 9,63 milhões de telespectadores nos EUA.

### Resposta crítica

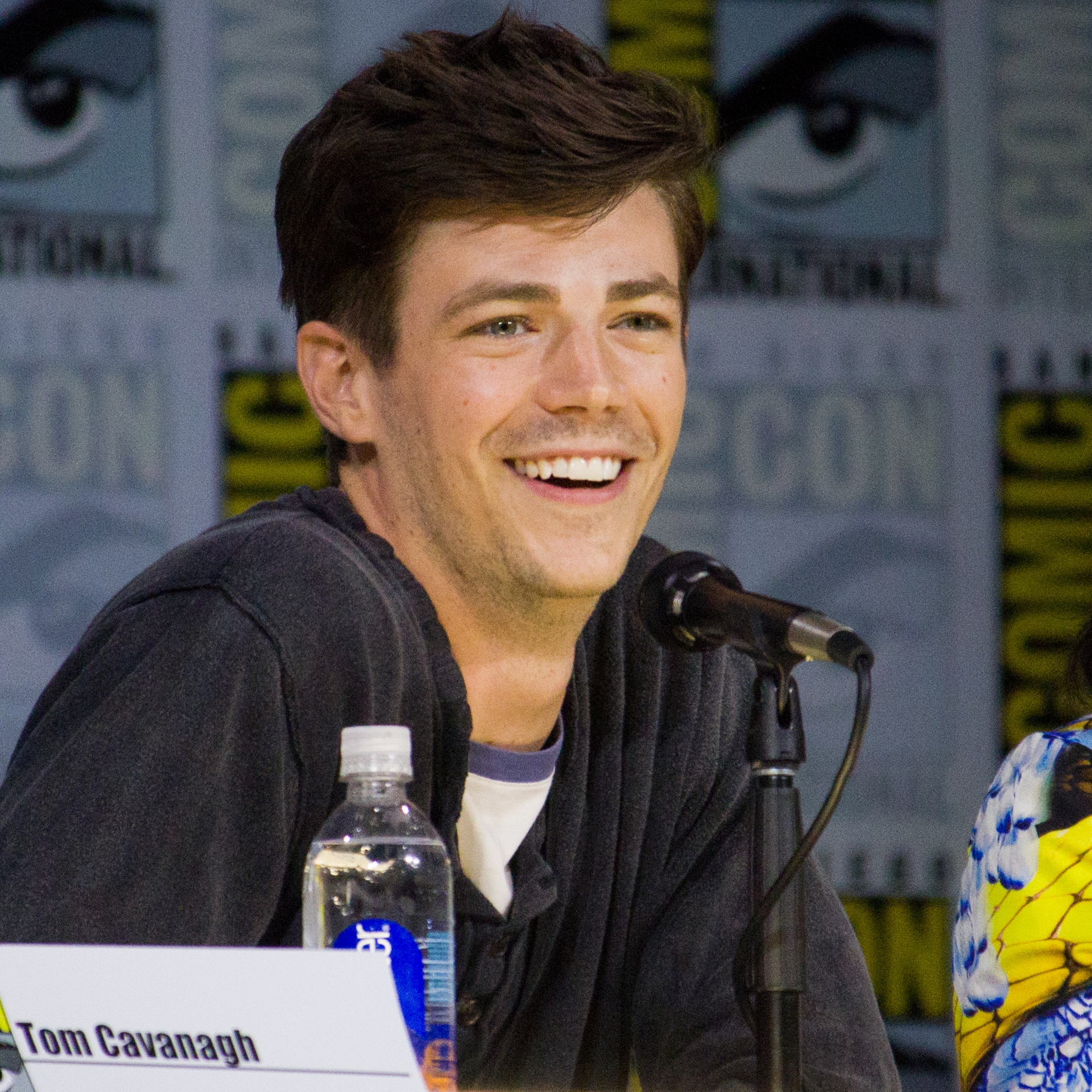
Grant Gustin foi aclamado pela crítica por sua atuação como Flash

Cliff Wheatley, da IGN, deu ao episódio uma nota 8,6/10, afirmando "Depois do sombrio Batman v Superman, "Worlds Finest" de Supergirl ofereceu um limpador de paleta divertido e otimista e um dos episódios mais fortes da série até agora. A habitual introdução "derrotada", Supergirl e o Flash foram direto para superamigos, o que foi revigorante. Não só Barry Allen se encaixava perfeitamente no mundo de Kara, mas os atores Grant Gustin e Melissa Benoist tinham uma química fantástica juntos na tela. Enquanto a cidade se transformava, o incidente com o Red K da Supergirl foi um pouco repentino, no geral, "Worlds Finest" foi maravilhoso."
Caroline Siede do The A.V. Club deu ao episódio um A-, afirmando "Meu maior medo de assistir no “Worlds Finest” era que o episódio fosse divertido, projetado para converter fãs de Flash em fãs de Supergirl (e vice-versa, eu suponho), enquanto ignorava a atraente narrativa que a Supergirl tem explorado desde que Kara se deu mal em “Queda”. Em vez disso, "Worlds Finest" depende muito da narrativa de longo prazo da Supergirl, reunindo tópicos de toda a temporada em um episódio recheado. E faz isso enquanto apresenta a equipe de super-heróis mais divertida desde Os Vingadores. Para melhor ou para pior, “Worlds Finest” representa a Supergirl em poucas palavras: Divertida, desajeitada, extravagante e mais inteligente do que parece à primeira vista."